# Plutónie
Plutónie (Плутония) je název dobrodružného vědeckofantastického románu, který napsal roku 1915 ruský geolog, geograf a spisovatel Vladimir Afanasjevič Obručev. Román poprvé vyšel v roce 1924.
Dílo vzniklo pod vlivem knihy Cestou do středu Země od Julesa Verna a autor v něm na základě fantastické teorie duté zeměkoule podal čtenáři napínavým způsobem poznatky o geologických epochách Země. Námět románu je také velmi podobný pozdějšímu českému filmu Cesta do pravěku.

## Obsah románu
Roku 1914 zorganizoval ruský geofyzik a astronom Truchanov polární výpravu, jejímž cílem bylo najít předpokládanou pevninu na sever od Beringova průlivu. Výprava, plující na lodi Polární hvězda, pevninu skutečně někde nad 75° severní šířky našla a dala jí jméno po norském průzkumníkovi Fridtjofovi Nansenovi. Do jejího nitra se na saních vydala skupina pěti ruských vědců s různou specializací (geograf Kaštanov, zoolog Papočkin, botanik a lékař Gromeko, meteorolog Borovoj a geolog Makšejev), doprovázených psovodem Igolkinem.
Po výstupu do výše téměř půldruhého tisíce metrů nad mořem začali členové výpravy sestupovat severním směrem po jakoby nekonečném svahu. Po určité době pomocí výpočtů zjistili, že jsou již na úrovní mořské hladiny, ale pláň stále klesala. Po několika dnech se dostali do hloubky pěti tisíc sedmi set metrů pod úrovní moře. Pak pláň začala stoupat, ale bod varu vody ukazoval, že ve skutečnosti sestoupili o dalších tisíc čtyři sta metrů. A pak jim kompas dokonce ukázal že jdou na jih, ačkoliv šli stále na sever. I slunce se začalo objevovat na místě, kde nemělo co dělat. Jediným vědeckým vysvětlením bylo, že jsou na vnitřním plášti duté Zeměkoule, a slunce, které vidí, že je ve skutečnosti malé zemské jádro, které je ještě rozžhavené a ohřívá vnitřní povrch. Protože jim toto jádro připomnělo představy starých národů o bohu ohně, který se skrýval pod zemí, pojmenovali jej Plutón a zemi, ve které se ocitli, Plutónie.
Protože se vzduch neustále oteploval, rozhodli se, že výprava bude dále pokračovat pěšky. U saní zůstal Igolkin s meteorologem Borovým a ostatní se vydali na další výzkumnou cestu.
Následující příběhy čtyřčlenné výpravy, která postupně procházela přírodními pásmy, která odpovídala geologickým epochám Země, posloužily autorovi k tomu, aby čtenáři přiblížil dávno vyhynulé tvorstvo doby jurské a křídové a celou pravěkou přírodu, která se v Plutónii uchovala. Dobrodružství výpravy vyvrcholí soubojem s obřími mravenci, podle autora vládci jurské přírody.
Po návratu na místo, kde zanechali Igolkina a Borového, zjistili, že oba dva zajali zde žijící pralidé. Po jejich osvobození se všichni vydali na zpáteční cestu. Našli Polární hvězdu, nalodili se a loď zamířila do Vladivostoku. Na cestě je však zastavil ruský křižník a sdělil jim, že je válka. Výprava varování nedbala, plula dál a někde na moři se ztratila, jen v nalezených troskách se našel deník, podle kterého byla kniha napsána.

## Česká vydání
- Zázračná země, Leopold Mazáč, Praha 1941, přeložil Jiří Voldán, znovu Práce, Praha 1951 pod názvem Plutonie.
- Plutónie, SNDK, Praha 1956, přeložili Olga a Bojarovi, znovu 1961 a 1970, ilustroval Zdeněk Burian.
- Plutonie, Albatros, Praha 2020, přeložili Olga a Pavel Bojarovi, ilustroval Zdeněk Burian.